# American Ultra
American Ultra (bra: American Ultra: Armados e Alucinados; prt: American Ultra - Agentes Improváveis) é um filme de espionagem de comédia de ação estadunidense de 2015 dirigido por Nima Nourizadeh e escrito por Max Landis. O filme é estrelado por Jesse Eisenberg, Kristen Stewart, Topher Grace, Connie Britton, Walton Goggins, John Leguizamo, Bill Pullman e Tony Hale. A história é sobre um jovem viciado em drogas que descobre que fazia parte de um programa secreto do governo e é um agente adormecido.
Foi lançado em 21 de agosto de 2015, pela Lionsgate. O filme recebeu críticas mistas da crítica de cinema e teve um desempenho inferior nas bilheterias.

## Sinopse
Mike Howell é um drogado que mora na pacata cidade de Liman, na Virgínia Ocidental, onde trabalha como balconista de uma loja de conveniência. Ele está planejando propor casamento a sua namorada de longa data, Phoebe Larson, em uma viagem ao Havaí. Ele não consegue embarcar no avião, pois sofre intensos ataques de pânico sempre que tenta deixar a cidade. Ele não entende por que Phoebe o tolera.
Em Langley, Virgínia, a agente da CIA Victoria Lasseter recebe um aviso codificado de que Mike, o único sobrevivente de seu programa Ultra "Wiseman", será eliminado por seu rival, Adrian Yates, e seus agentes semelhantes "Toughguy". Sentindo-se na obrigação de proteger Mike, Lasseter viaja até Liman e "ativa" Mike por meio de uma série de palavras em código. Mike não consegue entender seu significado, e ela sai em frustração resignada.
Mike encontra dois caras durões interferindo em seu carro e é atacado, mas seu treinamento é ativado e ele os mata com uma colher. Ele liga para Phoebe, que o alcança assim que o xerife Watts chega. Yates envia dois agentes Toughguy, Laugher e Crane, para matar Mike e Phoebe na delegacia, mas eles fogem de Laugher e matam Crane antes de fugir para a casa da traficante de drogas de Mike, Rose. Mike fica nervoso com uma série de fatos que subitamente conhece a respeito da estratégia militar. Ele também percebe que tem muito pouca memória antes de morar na cidade com Phoebe, perguntando-se em voz alta por que nunca questionou isso antes.
Yates coloca a cidade em quarentena e coloca as fotos de Lasseter e Mike no noticiário local. Lasseter convence seu ex-assistente, Petey Douglas, a lançar uma arma para ela usando um drone. Yates descobre e ameaça acusar Petey de traição. Yates então ataca a casa de Rose com dois caras durões usando um gás letal. Os agentes matam Rose e seus dois guardas, Big Harold e Wuinzin, antes de Mike e Phoebe matarem os agressores e ela resgatar Mike do gás, com o qual ela está familiarizada. Quando pressionada por respostas em seu conhecimento do gás, Phoebe revela relutantemente ela era uma agente da CIA designada para ser a manipuladora de Mike, deixando-o arrasado.
Laugher embosca a dupla e captura Phoebe. Mike é resgatado por Lasseter e insiste em voltar para sua casa. Ela diz a ele que ele se ofereceu para Wiseman devido a sua ficha criminal e, posteriormente, teve suas memórias apagadas. Ele também descobre que Phoebe deveria instalá-lo em Liman e depois partir, mas optou por ficar porque realmente se apaixonou. Lasseter explica que seus ataques de pânico, incluindo seu medo de deixar a cidade, foram implantados para mantê-lo seguro.
O representante do exército de Yates, Otis, se junta a um cara durão para atacar a casa de Mike. Mike e Lasseter os matam, levando Yates a ordenar um ataque de drone em todo o quarteirão. Petey cancela o ataque do drone no último minuto e depois relata secretamente a situação ao superior de Yates, Raymond Krueger.
Mike contata Yates e se troca por Phoebe em uma mercearia local. Ele ataca a loja, matando ou incapacitando vários caras durões antes de lutar e derrotar Laugher, que ele poupa quando Mike descobre que ele é um homem mentalmente desequilibrado, recrutado à força por Yates. Phoebe foge de Yates quando Lasseter o ataca, mas Krueger chega e a impede.
Phoebe e Mike saem da loja sob a mira de uma arma de vários policiais, conforme ele a pede em casamento.
Em uma área de floresta, Krueger tem Yates e Lasseter amarrados e ajoelhados. Yates argumenta que o que ele estava fazendo estaria bem para Krueger, apesar da morte de pessoas inocentes, se os resultados tivessem sido bem-sucedidos, e Krueger concorda. Yates sorri presunçosamente e se levanta, mas é executado por Krueger por seu fracasso. Krueger admite que informou Lasseter sobre o plano de Yates como cortesia, mas não esperava que ela interviesse. Ela ressalta que, ao eliminar dezessete caras durões, Mike é a prova do sucesso do programa Wiseman e um ativo potencialmente valioso.
Seis meses depois, comandados por Lasseter e Petey, Mike e Phoebe estão em Manila, confiantes e felizes juntos enquanto cumprem uma missão da CIA.

## Elenco
- Jesse Eisenberg como Mike Howell
- Kristen Stewart como Phoebe Larson
- Topher Grace como Adrian Yates
- Connie Britton como Victoria Lasseter
- Walton Goggins como Laugher
- John Leguizamo como Rose
- Bill Pullman como Raymond Krueger
- Tony Hale como Petey Douglas
- Lavell Crawford como Big Harold
- Stuart Greer como o xerife Watts
- Monique Ganderton como Crane

## Produção

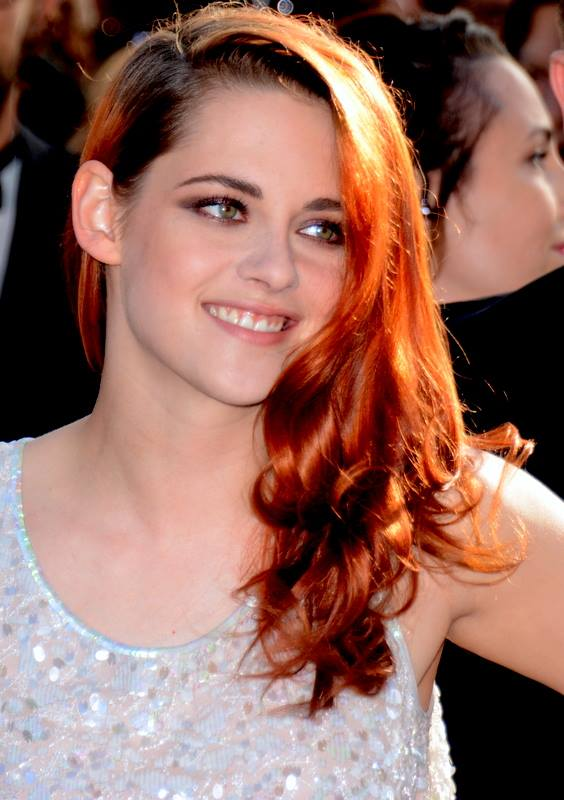
Kristen Stewart em 2014, com o cabelo tingido de "vermelho alaranjado" para o papel.

O escritor Max Landis foi inspirado por um programa ultrassecreto da CIA do código dos anos 1950 chamado "MKUltra", que conduziu experimentos em humanos para desenvolver agentes superiores por meio de várias técnicas de controle mental. Ele se perguntou como seria se um drogado comum tivesse sido submetido ao programa.
Em 4 de novembro de 2013, foi anunciado que Eisenberg e Stewart estavam no elenco do projeto, tendo sido protagonistas anteriormente do filme Adventureland. Em 14 de março, foi anunciado que Goggins havia sido escalado para o filme. Em 1º de abril, Grace se juntou ao filme.  Em 14 de abril, Pullman e Hale se juntaram ao elenco. Uma Thurman foi escalada como Victoria Lasseter, mas seu contrato nunca foi acertado e ela foi substituída por Sharon Stone, que foi anunciada em 15 de abril para o filme; mais tarde foi relatado que Britton substituiria Stone devido a conflitos de agenda.
Jesse Eisenberg disse que para se preparar para o papel de um viciado em drogas foi morar com seu primo, Andrew Eisenberg, que lhe ensinou como usuários de drogas andam e falam. Eisenberg disse que sem seu primo, ele provavelmente não teria conseguido interpretar o personagem.

### Filmagens
A fotografia principal começou em 14 de abril de 2014 em Louisiana, perto de New Orleans, e terminou em meados de junho. Filmar na Louisiana apresentou desafios, a produção teve que lidar com cobras, crocodilos e chuvas torrenciais. Nourizadeh e o diretor de fotografia Michael Bonvillain enfatizaram tomadas amplas e permitiram que os atores se movessem pelo set, com duas câmeras funcionando para obter cobertura. O filme foi rodado em uma programação de 43 dias. O filme recebeu incentivos fiscais para filmar na Louisiana, gastou US$20.4 milhões no estado e recebeu US$6.55 milhões em incentivos fiscais. O filme gastou mais US$3.3 milhões na pós-produção em Nova York e recebeu US$0.9 milhão em créditos fiscais.

### Animação
A obra de arte "Apollo Ape" foi criada por John Martel, um artista autodidata de Lake Charles, Louisiana. O pôster promocional no estilo de uma capa de quadrinhos foi feito pelo artista Jim Evans. A animação dos créditos finais foi feita por Gary Leib. Leib trabalhou na animação durante seis meses.

## Lançamento
Em novembro de 2013, a Apsara Distribution anunciou que havia adquirido os direitos de distribuição do filme fora dos Estados Unidos. Em março de 2014, a Lionsgate anunciou a aquisição dos direitos norte-americanos do filme, por $7 milhões. Em abril de 2015, a Lionsgate definiu uma data de lançamento para o filme em 21 de agosto.
A primeira foto e dois pôsteres foram lançados em 14 de maio de 2015 pela MTV. O trailer foi lançado pelo Yahoo! Movies em 28 de maio de 2015. Para promover o filme na Comic-Con, a Lionsgate criou um site que oferece maconha gratuita para pessoas com prescrições existentes.
O filme estreou em Los Angeles, no Theatre at Ace Hotel. O filme foi lançado em 21 de agosto de 2015. É o primeiro filme a ser lançado com uma trilha sonora DTS:X. De acordo com a iSpot.TV, a Lionsgate gastou US$12.6 milhões em publicidade na televisão para promover o filme.

## Recepção

### Bilheteria
American Ultra arrecadou $14.439.985 na América do Norte e $15.855.091 em outros territórios, para um total mundial de $30.295.076, contra um orçamento de $28 milhões. As estimativas da indústria previam ganhos no fim de semana de abertura de US$7 a US$8 milhões. Em seu fim de semana de estreia, o filme arrecadou $5.5 milhões, terminando em sexto nas bilheterias e em terceiro entre os novos lançamentos da semana, atrás de Sinister 2 ($10.5 milhões) e Hitman: Agent 47 ($8.3 milhões). Straight Outta Compton em sua segunda semana manteve a posição número 1.  Landis reagiu ao fraco desempenho de bilheteria do filme em uma série de mensagens no Twitter:
Então aqui está uma pergunta interessante: American Ultra terminou em último lugar nas bilheterias, atrás até mesmo de Missão Impossível e Man Fron Ungle. American Ultra também foi derrotado pelo criticamente criticado Hitman Agent 47 e Sinister, apesar de ser um filme com melhor crítica do que ambos, o que me leva a um certo dilema: Por quê? American Ultra tinha bons anúncios, grandes estrelas, uma ideia divertida e, honestamente, é um bom filme. Certamente melhor, na opinião da internet, do que outras coisas lançadas no mesmo dia. Se você viu, provavelmente não odiou. então fico com uma coisa estranha aqui, que é que American Ultra perdeu para uma sequência, um reboot da sequência, um filme biográfico, uma sequência e um reboot. Parece que as críticas não importavam, o FILME não importava. O argumento que pode/será feito é: idéias originais de grande nível não $ [sic]. Estou errado? Tentar fazer filmes originais em grande estilo não é mais uma carreira válida para ninguém além de Tarantino e Nolan? Essa é a questão: estou errado? As ideias originais acabaram? Eu queria colocar isso para o público, porque me sinto, colocando de leve, confuso."

Em uma entrevista à RedLetterMedia, Landis elaborou seus comentários e discutiu posteriormente as dificuldades de fazer um filme não baseado na propriedade intelectual existente, e o que ele considerou uma campanha de marketing enganosa.

### Resposta crítica
American Ultra recebeu críticas mistas dos críticos. No Rotten Tomatoes, o filme tem uma avaliação de 43%, com base em 176 avaliações, com uma avaliação média de 5.40/10. O consenso crítico do site diz: "American Ultra tem algumas idéias interessantes, mas, como seu protagonista chapado, é facilmente distraído para viver de acordo com seu verdadeiro potencial." No Metacritic, o filme tem uma pontuação de 50 em 100, com base em 31 críticos, indicando "críticas mistas ou médias". O público pesquisado pela CinemaScore deu ao filme uma nota média de "B–" em uma escala de A+ a F.
Mark Kermode, do The Guardian, deu ao filme duas de cinco estrelas, afirmando que "Jesse Eisenberg e Kristen Stewart enfrentam uma confusão anárquica com muita violência, mas poucas risadas." David Dishman do McAlester News-Capital escreve "American Ultra se autopromoveu sob o slogan, "Não há nada mais perigoso do que um assassino frio chapado", e embora eles possam estar certos, também não há nada de espetacular no filme do assassino chapado."
Peter Travers, da Rolling Stone, concedeu ao filme duas de quatro estrelas: "Logo o charme tortuoso do filme dá lugar a respingos de sangue. Eisenberg e Stewart continuam apelando até o fim. O filme, nem tanto." Neil Genzlinger do The New York Times deu ao filme uma crítica mista, terminando com "Muito disso parece familiar, e o Sr. Eisenberg e a Sra. Stewart não se esforçam muito. Mas Mike encontra maneiras divertidas de se defender usando utensílios domésticos comuns, Walton Goggins e John Leguizamo animam as coisas em pequenos papéis idiotas, o enredo tem uma ou duas reviravoltas e seu cinema provavelmente tem ar-condicionado." Todd McCarthy do The Hollywood Reporter tinha opiniões mistas sobre o filme, chamando-o de irregular e "uma mistura de gênero que é levemente divertida até que não consegue pensar em mais nada além de cair no fundo do sangue conspícuo". Ele elogia as jogadas de apoio de Leguizamo e Goggins. McCarthy elogia especialmente os créditos finais da animação. Andrea Barker da Variety deu as boas-vindas ao filme, "Em um filme de verão repleto de reinicializações, sequências e produtos de super-heróis devidamente checados, é revigorante ver um filme de gênero feito a partir de um roteiro completamente original" e elogiou as "idéias inteligentes, violência sangrenta tão caricatural que é quase fofinho, e um par de protagonistas eminentemente amáveis", mas criticou o tom inconsistente e não achou que o resultado final veio junto como um todo. Barker conclui: "Somente no final, com os créditos finais animados completamente excêntricos que abrangem a surrealidade latente do filme, é que finalmente temos um vislumbre do que o 'American Ultra' anseia por se tornar." Alguns críticos disseram que o marketing era enganoso, e Neil Gunzlinger do The New York Times descreveu-o como "uma divertida aventura de verão de ação com risos ocasionais, não uma divertida comédia maconheiro com ação ocasional".
O autor Stephen King elogiou o filme em uma mensagem no Twitter: "Vi AMERICAN ULTRA na noite passada e amei. Fresco e emocionante, muito legal. Não consigo descobrir por que não é um sucesso."